# أولوريمي تينوبو
أولوريمي تينوبو (من مواليد 21 سبتمبر 1960) هي سياسية نيجيرية وسيدة نيجيريا الأولى الحالية منذ عام 2023 وهي زوجة الرئيس بولا تينوبو. كانت سيدة ولاية لاغوس الأولى من عام 1999 إلى عام 2007 عندما كان زوجها حاكمها. كانت عضوًا في مجلس شيوخ نيجيريا عن منطقة لاغوس المركزية من عام 2011 إلى عام 2023. وهي عضو في حزب مؤتمر الجميع التقدميين السياسي (APC).

## النشأة
ولدت أولوريمي تينوبو في 21 سبتمبر 1960. وهي الأخيرة من بين 13 طفلاً في عائلتها، وهي تنحدر من عائلة إيكوسيبيالا التي موطنها ولاية أوغون.

## التعليم
بدأت تينوبو مسيرتها التعليمية في مدرسة سيدة الرسل الثانوية إيجيبو أودي وحصلت على شهادة المدرسة الثانوية العليا في غرب إفريقيا (WASSCE) في عام 1979، وشهادة PGD من كلية الكتاب المقدس المسيحية المُخلصة في عام 2010. حصلت تينوبو على درجة البكالوريوس في التربية من جامعة إيفي، وشهادة وطنية في التعليم في علم النبات وعلم الحيوان من كلية أديمي للتربية.

## الحياة السياسية
أصبحت أولوريمي سيدة ولاية لاغوس الأولى عندما انتخب زوجها بولا تينوبو حاكمًا لها. أنشأت مؤسسة العصر الجديد بصفتها السيدة الأولى، المخصصة لإنشاء مراكز للتنمية الشاملة للشباب وتعزيز الوعي العام حول الصحة البيئية وخدمة المجتمع.
كانت تينوبو واحدة من أكثر من 100 عضو في مجلس الشيوخ انتخبوا في المجلس الثامن في عام 2015. وكانت واحدة من ستة نساء فقط، الأخريات هن ستيلا أودواه وأوتشي إكونيف اللتان تمثلان أنمبرة، وفاطمة راجي راساكي ووروز أوكوجي أوكو وبينتا جاربا. احتفظت بمقعدها في مجلس الشيوخ في الانتخابات العامة 2019 ممثلة عن لاغوس المركزية كانت فترة ولايتها الثالثة للمنصب.
دعت في عام 2020 إلى إنشاء شرطة للولايات كوسيلة لمعالجة موجة انعدام الأمن المتزايدة في البلاد. تؤمن أولوريمي بشدة بالاستثمار في رأس المال البشري وبرنامجها لتمكين الشباب واكتساب المهارات بالتعاون مع برنامج تمكين الأولاد والبنات الطيبين (GBGES) الذي استفاد منه 1172 شخص. دُرب حوالي 164 شابًا على مهارات مختلفة وحصلوا على مجموعات أدوات البدء ورأس مال يبلغ حوالي 40,000 نيرة لكل منهم.
اقترحت تينوبو في مارس 2021 مشروع قانون لإصلاح خدمة البريد النيجيرية (NIPOST) لجعلها كيانًا أكثر قابلية للحياة. كما حصلت أيضًا على جائزة السيناتور الأكثر تأثيرًا في قمة اليوم العالمي للمرأة التي نظمتها صحيفة الغارديان 2021.

## الجوائز والأوسمة
حصلت على العديد من الجوائز والأوسمة هي: جائزة وسام النيجر الوطنية [OON] وجائزة مجلس أمناء جامعة كينجز وجائزة غانا نوبل الدولية للقيادة (2004) والجائزة الماسية الغامبية للمساهمة الهائلة في تحرير الناس من الفقر (2005).

## الحياة الشخصية
أولوريمي متزوجة من رئيس نيجيريا بولا تينوبو ولديها منه 3 أطفال هم زينب أبيسولا تينوبو وحبيبة تينوبو وأوليينكا تينوبو. هي مسيحية، وقسيسة في كنيسة الله المسيحية المُفدية، رسمت في عام 2018. وهي أيضًا رئيسة لجنة زوجات مسؤولي ولاية لاغوس (COWLSO).